# Ammoniummalat
Ammoniummalat ist eine chemische Verbindung aus der Gruppe der Malate, also das Ammoniumsalz der Äpfelsäure.

## Gewinnung und Darstellung
Ammoniummalat kann durch Reaktion von Äpfelsäure mit Ammoniakwasser gewonnen werden.

## Eigenschaften
Ammoniummalat ist eine organische chemische Verbindung, die ein nichtlineares optisches Verhalten zeigt. Die Verbindung kristallisiert in einem nicht-zentrosymmetrischen monoklinen Kristallsystem mit der Raumgruppe Cc (Raumgruppen-Nr. 9). Die Gitterparameter sind a = 863,81, b = 1372,98, c = 734,61 pm, α = 90°, β = 120,5710° und γ = 90°.

## Verwendung
Ammoniummalat wird als Lebensmittelzusatzstoff (Säureregulator) verwendet und hat die INS-Nummer 349. In Europa und den USA ist es nicht zugelassen.